# 聖米格利托 (因蒂布卡省)
聖米格利托（西班牙語：San Miguel Guancapla），是洪都拉斯的城鎮，位於該國西部，由因蒂布卡省負責管轄，始建於1870年，面積160.88平方公里，海拔高度1,120米，2001年人口4,837，人口密度每平方公里30.07人。
14°21′0″N 88°22′0″W / 14.35000°N 88.36667°W